# Deanna Troi
Deanna Troi a Star Trek: Az új nemzedék című amerikai tudományos-fantasztikus televíziós sorozat és az erre épülő mozifilmek egyik szereplője. Félig ember, félig betazoid Csillagflotta tiszt. Jean-Luc Picard kapitány parancsnoksága alatt szolgált a USS Enterprise-D-n, majd a USS Enterprise-E-n. 2379-től a USS Titanon szolgál Riker kapitány alatt.
Félig betazoidként rendelkezik empatikus képességekkel, azonban telepatikus képességei korlátozottak. Képes megérezni mások érzéseit, de a gondolataikban nem tud olvasni, illetve csak telepatákkal tud telepatikus úton kommunikálni. Empatikus képességei gyakran segítették az Enterprise legénységét, ha idegen fajjal találkoztak. Többek között képes megmondani, ha valaki nem mond igazat, ez pedig sok esetben nagyon hasznosnak bizonyult.

## Élete az Enterprise előtt
Deanna 2336. március 29-én született a betazedi El'Nar tó közelében, a betazoid nagykövet Lwaxana Troi és ember flottatiszt Ian Andrew Troi második gyermekeként. Nővére Kestra Troi 2330-ban született, ám mikor Deanna még csecsemő volt, testvére vízbe fulladt, miközben a család kutyáját kergette. Lwaxanat súlyos fájdalom és bűntudat gyötörte, ezért teljesen kitörölte Kestrát az életéből, a róla szóló emlékeivel együtt. Férjét is megkérte, hogy soha többé ne említse legidősebb lányukat. Emiatt Deanna 2370-ig nem is tudott nővére létezéséről, csak akkor hallott róla először, mikor édesanyja emlékei újra felszínre törtek.
A betazoid szokáshoz híven Deannát kiskorában genetikailag összekötötték egy ember fiúval, Whyatt Millerrel. Whyatt a Troi család jó barátai, Steven és Victoria Miller fia volt. A genetikai kötésből adódóan a tervek szerint Deanna és Whyatt összeházasodtak volna idősebb korukban.
Gyermekként a Betazeden élt, de apjától, Iantől sokat tanult az emberi kultúráról. A lány az ősi Vadnyugatról szóló történeteket kedvelte legjobban, melyeket a férfi gyakran olvasott neki. Mielőtt Deanna elaludt, mindig kérte apját, hogy énekelje el neki az egyik régi amerikai dalt, a Down in the Valley-t. Míg énekelt, addig biztonságban érezte magát. Bár félig ember, félig betazoid, sosem érezte, hogy csapdába esett volna a két világ között, inkább örült annak, hogy ilyen gazdag kulturális ismeretekkel rendelkezik. 
Egyik alkalommal említette, hogy gimnazista korában meg kellett tanulnia azt a beszédet, amit Jonathan Archer mondott a Föderáció megalapításakor. Rengeteg történetet hallott anyai nagyapjától leginkább telepatikusan, aki egyszer azt mondta neki, hogy ő amolyan hagyománytisztelő, aki keveset beszél, hiszen a beszéd olyanoknak való, akik nem tudnak jobb módon kommunikálni.
Deanna apja 2343-ban halt meg, amikor Deanna csak hétéves volt. Még így is, hogy ilyen fiatalon vesztette el apját, szeretettel emlékezett rá, és amikor teherbe esett egy idegen energiától, a születendő gyermekét Ian Andrew Troi-nak nevezte el apja után.
2355-ben belépett a Csillagflotta Akadémiára, ahol 2359-ben pszichológia szakon diplomázott. Szülőbolygóján, a Betazeden találkozott egy Csillagflotta hadnaggyal, William T. Rikerrel, aki a bolygón állomásozott. Kapcsolatuk valamikor 2357 és 2361 között tartott. Miután Rikert a USS Patyomkinra vezényelték, úgy tervezték, hogy szabadságukat a Risán töltik, azonban Willnek le kellett mondania, mikor előléptették parancsnokhelyettessé. A tiszt úgy döntött, hogy karrierje a legfontosabb számára, így Deannával véget vetettek kapcsolatuknak. 2364-ben parancsnokhelyettesi rangot kapott, és ebben az évben kinevezték a USS Enterprise-D tanácsadójává.

## Karrierje

### Az Enterprise fedélzetén
A U.S.S. Enterprise-on nemcsak diplomataként dolgozott, hanem a feladata volt a legénység morális gondjainak elemzése és a problémás esetekben tanácsadás is.  Nagy szerepe volt az Enterprise diplomácia küldetései során, a sorozatban végig a Föderáció hű szolgája maradt. Az Enterprise első tisztjéhez Riker-hez gyengéd szálak fűzték, majd később össze is házasodtak. Ezt követően, az Enterprise elhagyása után, a Riker vezette csillaghajó, a USS Titan tanácsadója lett.
Már az Enterprise első küldetésén, a Fairpoint állomásnál bebizonyította milyen fontos tagja a legénységnek. Képes érzékelni az érzéseket és érzelmeket, ezen képességével pedig több nyomot is felfedett az állomás titkával kapcsolatban.  Hála neki, a legénység rájött, hogy Fairpoint valójában egy alakváltásra képes űrbéli életforma, aki csapdába esett a bolygón, és a bandik szolgája lett. Végül Troi segítségével sikerült megmenteni a lényt, aki újra egyesülhetett párjával, így Deanna és a legénység kiállta Q próbáját.

### Útkereső projekt
2376-ban Deanna meglátogatta Reginald Barclay hadnagyot, mialatt az Enterprise a Földön volt. Barclayval még az Enterprises-D és E fedélzetén szolgáltak együtt. A hadnagy mesélt neki az Útkereső projektről, melynek célja, hogy hazahozza a Delta kvadránsban rekedt USS Voyagert, és elmondta, hogy a hajó és legénysége holografikus másával kidolgoztak egy módot, hogy kommunikálhassanak az eltévedt hajóval. A hadnagy úgy gondolta, a Voyager megszállottjává vált, Troi pedig attól tartott, hogy Barcley ismét holo-függőségben szenved. Bár a tanácsadó a tervek szerint elhagyta volna a Földet, másnap reggel úgy döntött, hogy ideiglenesen szabadságot kér Picard kapitánytól, hogy egy kis időt tölthessen barátjával. Az este folyamán parancsnoka elutasítása ellenére Barclay hadnagy sikeresen véghez vitte tervét, így sikerült felvenni a kapcsolatot a Voyagerrel. Troi és Barcley a siker örömére koccintottak.

## Star Trek epizódok, amikben láthatjuk
- "Enterprise" (1 epizód, 2005)
- Star Trek: Nemesis (2002)
- "Star Trek: Voyager" (3 epizód, 1999-2000): Inside Man (2000), Life Line (2000), Pathfinder (1999)
- Star Trek: Insurrection (1998), más néven Star Trek 9
- Star Trek: First Contact (1996), más néven Star Trek 8
- Star Trek: Generations (1994), más néven Star Trek 7
- "Star Trek: The Next Generation" (176 epizód, 1987-1994)